# Baiquan, Zhejiang
Baiquan (kinesiska: 白泉) är en köping i Kina. Den ligger i provinsen Zhejiang, i den östra delen av landet, omkring 190 kilometer öster om provinshuvudstaden Hangzhou. Antalet invånare är 31 551. Befolkningen består av 15 083 kvinnor och 16 468 män. Barn under 15 år utgör 10,0 %, vuxna 15-64 år 76 %, och äldre över 65 år 12,0 %.
Närmaste större samhälle är Shenjiamen, 18,9 km sydost om Baiquan. Trakten runt Baiquan består till största delen av jordbruksmark.
Genomsnittlig årsnederbörd är 1 673 millimeter. Den regnigaste månaden är juni, med i genomsnitt 332 mm nederbörd, och den torraste är januari, med 48 mm nederbörd.